# Stadtarchiv Halle (Saale)
Das Stadtarchiv Halle ist das kommunale Archiv der Stadt Halle (Saale) in Sachsen-Anhalt.  Es verwahrt Bestände über die Geschichte der Stadt Halle (Saale) für stadtgeschichtliche, heimatkundliche oder genealogische Forschung. Daneben ist es zuständig für die Aufbewahrung von historisch wertvollem Schriftgut der Stadtverwaltung Halle (Saale).

## Leiter des Stadtarchivs
- 1928–1951: Erich Neuß
- 1951–1994: Werner Piechocki
- seit 1994: Ralf Jacob, er ist seit 2016 auch Vorsitzender des Verbandes deutscher Archivarinnen und Archivare